# Evi Neliwati
Evi Neliwati (* 1976 Lubuklinggau) je indonéská sportovní lezkyně a bývalá reprezentantka, mistryně Asie v lezení na rychlost.

## Výkony a ocenění
- 2003: vicemistryně Asie
- 2004: mistryně Asie, nominace na Světové hry 2005 v Duisburgu, kde skončila sedmá
- 2005: vicemistryně Asie

### Závodní výsledky
| Světové hry | Světové hry |
| Rok         | 2005        |
| ----------- | ----------- |
| Rychlost    | 7           |

| Mistrovství světa | Mistrovství světa | Mistrovství světa |
| Rok               | 2007              | 2011              |
| ----------------- | ----------------- | ----------------- |
| Rychlost          | 17                | 15                |

| Světový pohár       | Světový pohár | Světový pohár            | Světový pohár | Světový pohár | Světový pohár   | Světový pohár | Světový pohár |
| Rok                 | 2002          | 2003                     | 2004          | 2005          | 2006            | 2007          | 2011          |
| ------------------- | ------------- | ------------------------ | ------------- | ------------- | --------------- | ------------- | ------------- |
| Obtížnost           | —             | 83-87                    | —             | —             | —               | —             | —             |
| jednotlivě*         | —             | -,27-28,-,-,-, -,-,-,-,- | —             | —             | —               | —             | —             |
|                     |               |                          |               |               |                 |               |               |
| Rychlost            | 29            | 20                       | 10-11         | 8             | 9               | 19-22         | 10            |
| jednotlivě* (x/x/x) | 14,-, -,-,-   | 6,-,-, -,-,-             | ,-,-          | -,8,13,6,16   | -,-,, · -,-,-,- | 8,-,-,-,-,-   | 6,4, -,-,-    |
|                     |               |                          |               |               |                 |               |               |
| Kombinace           | —             | x                        | —             | —             | —               | —             | —             |

* poznámka: nalevo jsou poslední závody v roce
| Mistrovství Asie | Mistrovství Asie | Mistrovství Asie | Mistrovství Asie | Mistrovství Asie | Mistrovství Asie |
| Rok              | 2003             | 2004             | 2005             | 2006             | 2007             |
| ---------------- | ---------------- | ---------------- | ---------------- | ---------------- | ---------------- |
| Obtížnost        | 20               | —                | 14               | —                | 22               |
| Rychlost         | 2                | 1                | 2                | 4                | 4                |